# جون ر. كافاناف
جون ر. كافاناف (بالإنجليزية: John R. Cavanaugh)‏ هو كاتب أمريكي، ولد في 10 يونيو 1929، وتوفي في 26 يوليو 2007.